# Epps (Luisiana)
Epps es una villa ubicada en la parroquia de West Carroll en el estado estadounidense de Luisiana. En el Censo de 2010 tenía una población de 854 habitantes y una densidad poblacional de 341,34 personas por km².

## Geografía
Epps se encuentra ubicada en las coordenadas 32°36′14″N 91°28′53″O / 32.60389, -91.48139. Según la Oficina del Censo de los Estados Unidos, Epps tiene una superficie total de 2.5 km², de la cual 2.5 km² corresponden a tierra firme y (0%) 0 km² es agua.

## Demografía
Según el censo de 2010, había 854 personas residiendo en Epps. La densidad de población era de 341,34 hab./km². De los 854 habitantes, Epps estaba compuesto por el 46.49% blancos, el 50.47% eran afroamericanos, el 0.7% eran amerindios, el 0.12% eran asiáticos, el 0% eran isleños del Pacífico, el 0.94% eran de otras razas y el 1.29% pertenecían a dos o más razas. Del total de la población el 5.85% eran hispanos o latinos de cualquier raza.